# Skimmia laureola
Skimmia laureola är en vinruteväxtart. Skimmia laureola ingår i släktet skimmior, och familjen vinruteväxter.

## Underarter
Arten delas in i följande underarter:
- S. l. lancasteri
- S. l. laureola
- S. l. multinervia